# Rajd amatorski
Rajd Samochodowy Amatorski – ogólnodostępny zabawowy rajd samochodowy organizowany przez Automobilkluby oraz firmy komercyjne. 

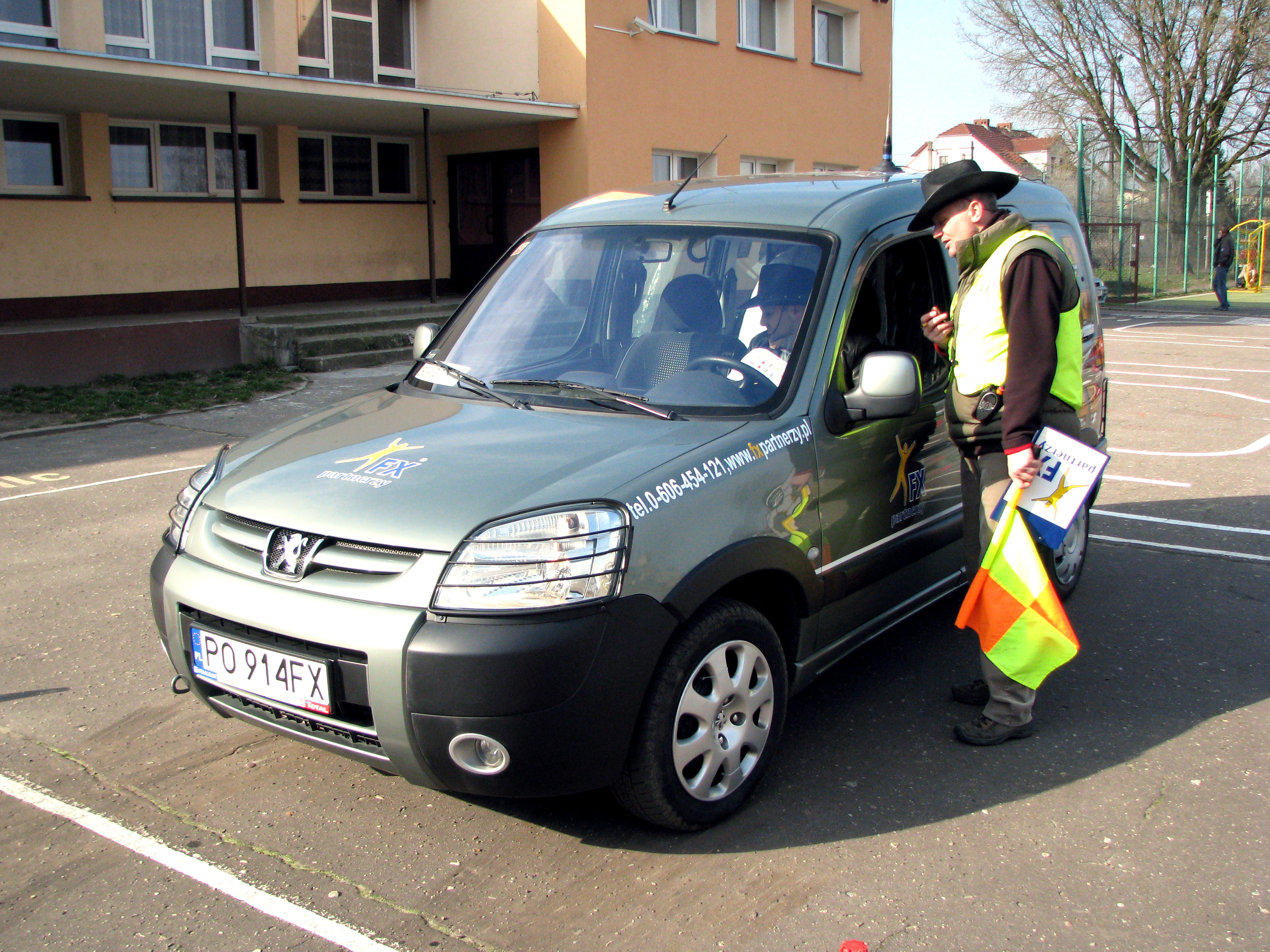
Odprawa przed próbą sprawnościową

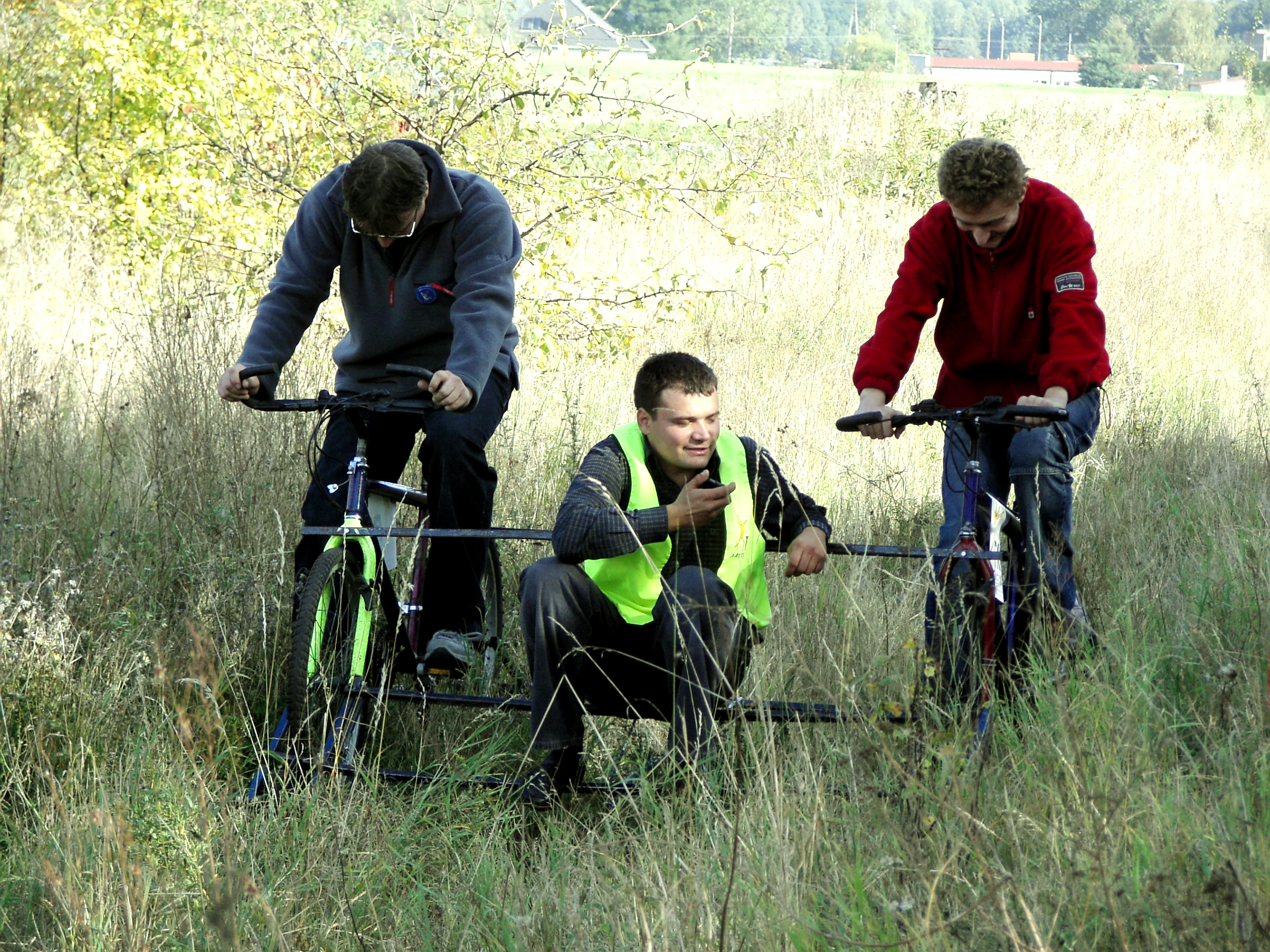
Jedna z punktowanych prób "zabawowych"

## Zasady
W odróżnieniu od profesjonalnego rajdu samochodowego w zawodach startować może każdy kierowca posiadający prawo jazdy kat. B oraz dowolna osoba będąca pilotem. Uczestnicy jeżdżąc własnymi samochodami w ruchu miejskim nie ścigają się między sobą. Średnia prędkość na trasie wynosi ok. 20 km/h.
Trasa rajdu, opisana profesjonalnym itinererem rajdowym podzielona jest na kilka odcinków. Zadaniem załóg (2-5 osób) jest odnalezienie prawidłowej trasy przejazdu, potwierdzenie kilkudziesięciu Punktów Kontroli Przejazdu tzw. PKP-ów oraz znalezienie odpowiedzi na pytania testowe związane z trasą. Na końcach odcinków zlokalizowane są konkurencje zabawowe oraz samochodowe próby sprawnościowe. 
Próby sprawnościowe odbywają się na zabezpieczonych placach. Na daną próbę wjeżdża wyłącznie jeden samochód i pokonuje na czas wytyczoną pomiędzy pachołkami trasę.

## Cele
Istotą amatorskiego rajdu samochodowego nie jest rywalizacja prędkościowa (czasowo liczone są wyłącznie próby sprawnościowe) a dokładność przejazdu oraz spostrzegawczość.
Wielką wagę przywiązuje się także do popularyzacji zasad bezpieczeństwa na drodze oraz do kultywowania lokalnych tradycji. Amatorskie rajdy stanowią więc nie tylko rozrywkę ale pełnią także funkcje społeczne.

## Wybrane konkurencje Amatorskiego Rajdu Samochodowego
- Przejazd wyznaczoną trasą rajdu według wskazówek itinerera.
- Wpisywanie w kolejności w kartę drogową mijane po drodze liczby oznaczające Punkty Kontroli Przejazdu (PKP)
- Prawidłowe odpowiedzi (w załączonych testach) na pytania dotyczące trasy przejazdu.
- W jak najkrótszym czasie pokonywanie samochodowych prób sprawnościowych (za pomyłkę trasy przejazdu oraz za potrącenie pachołków doliczane są punkty karne)
- Przestrzeganie przepisów kodeksu drogowego (za złamanie przepisów doliczane są punkty karne)
- Próby zabawowe, będące przeważnie prostymi konkurencjami sportowymi lub zręcznościowymi